# Рене Магрітт
Рене́ Магрі́тт, також Рене́ Маґрі́тт (фр. René Magritte; 21 листопада 1898, Лессін, провінція Ено, Бельгія — 15 серпня 1967, Брюссель, Бельгія) — бельгійський художник, представник сюрреалізму. На відміну від більшості сюрреалістів, Магрітт уникав епатажу, а його картинам притаманні незвичайні, багатозначні поєднання звичайних предметів без їхнього спотворення.

## Життєпис

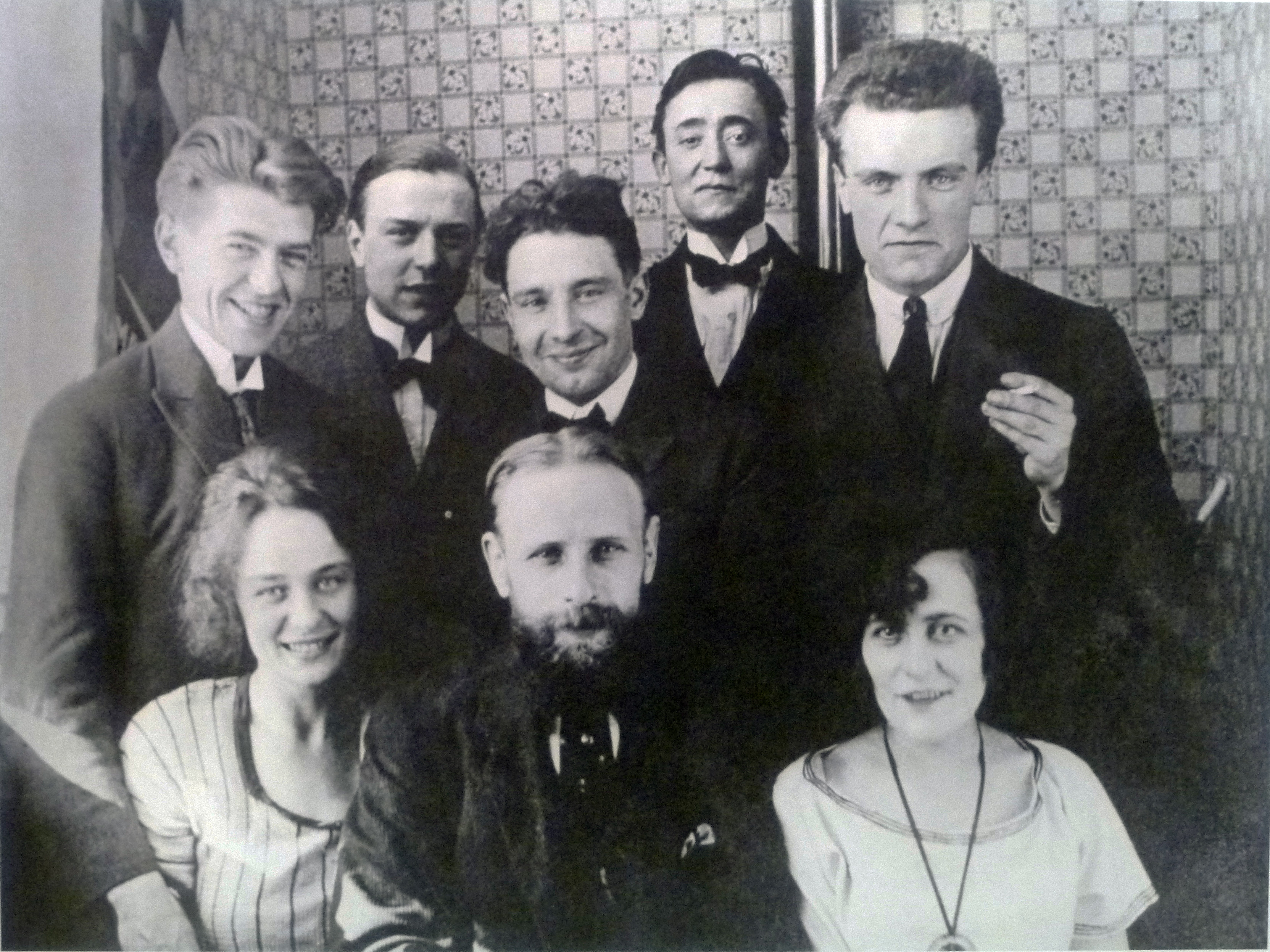
Рене Магрітт і Жоржетта Берґер (крайні ліворуч), 1922 р.

Рене Магрітт народився у місті Лессін у Бельгії 21 листопада 1898 року. Він був найстаршим сином кравця і торговця тканинами Леопольда Магрітта та Регіни Бертіншам, яка до шлюбу була швачкою. Батько був запальним кар'єристом, що призводило до фінансових труднощів родини. Рене мав двох молодших братів: Поля та Реймонда.
Між 1902 і 1910 роками родина декілька разів змінювала місце проживання, поки в 1910 не переїхала до містечка Шатле. У віці 12-и років Рене почав вчитися живопису. Його мати декілька разів намагалася вкоротити собі віку, тому Леопольд замикав її у своїй спальні. Регіна втопилася 12 березня 1912 року в річці Самбр. Її обличчя, накрите тканиною, стало образом, який присутній на декількох картинах Рене. Згодом того ж року він познайомився з Жоржеттою Берґер, його майбутньою дружиною.
З 18-и років, у 1916—1918 навчався в Академії мистецтв Брюсселя, де навчався під керівництвом Константа Монтальда. Служачи в армії з грудня 1920 по вересень 1921 року, познайомився з Пьєром Буржуа — редактором мистецького журналу. Публікації в журналі спонукали Рене створити серію власних картин. Ранній живопис Рене Магрітта відзначався впливом кубізму і футуризму, потім пуристів і Фернана Леже. Прибутків живопис однак не приносив і художник пішов працювати на паперову фабрику. В 1920 він випадково знову зустрівся з Жоржеттою Берґер і в 1922 році вони одружилися. У 1922 році побачив репродукцію картини Джорджіо де Кіріко «Пісня любові» (1914), що справила великий вплив на художній підхід Магрітта. У 1922—1923 роках він працював креслярем на шпалерній фабриці і був дизайнером плакатів і реклами до 1926 року.
У 1925, зблизившись з групою дадаїстів, Рене співпрацював у заснованому ними журналі «Езопаж» (укр. Стравохід). У 1926 році Магрітт підписав контракт з брюссельською художньою галереєю. Наступного року галерея провела його першу персональну виставку, яка включала «Загубленого жокея» (1926). Виставку, однак, не сприйняли тогочасні мистецтвознавці, що зумовило депресію Рене та подальший переїзд до Франції.
Впродовж 1927—1930 жив з дружиною у Франції, де включився у діяльність об'єднання сюрреалістів, включаючи поетів Андре Бретона та Поля Елюара, художника Сальвадора Далі, а також познайомився з колажами Макса Ернста. Магрітт почав інтегрувати текст у деякі зі своїх робіт, і виконав такі твори, як «Віроломство образів» (1929). В 1928 році помер його батько. Тоді ж Музей витонченого мистецтва в Греноблі став першою державною установою, котра купила картину Магрітта («Залишені тінню», намальовану в 1926 році). В 1929 році відвідував Сальвадора Далі в Кадакесі, Іспанія, з дружиною Поля Елюара Галою. Потім Гала одружилася з Сальвадором. Відчуваючи ігнорування з боку французьких сюрреалістів, Рене вирішив повернутися до Бельгії. До цього підштовхнув випадок, коли його дружину публічно критикували за носіння хреста.
По поверненню до Брюсселя він і його брат Поль створили рекламне агентство під назвою «Донго». Едвард Джеймс був меценатом Магрітта, як і інших сюрреалістів, він дозволив Рене безкоштовно орендувати свій будинок у Лондоні. В 1932 році Магрітт вступив до Комуністичної партії, та невдовзі покинув її, не поділяючи її поглядів; а в 1936 повернувся туди ж. Рене знову брав участь у бельгійському сюрреалістичному русі. Його перша персональна виставка відбулася у Сполучених Штатах у галереї Джулієна Леві в Нью-Йорку в 1936 році та в Англії в Лондонській галереї в 1938 році, здобувши міжнародну популярність.
У 1936 році він мав роман з молодою художницею Шейлою Легг. У той час Жоржетта мала роман з його другом Полом Колінетом. Магрітт і Жоржетта помирилися лише в 1940 році. В 1937 відвідав лондонського банкіра Едварда Джеймса, для якого намалював три портрети.
У 1940-х Магрітт зробив дві спроби змінити свою манеру. Однак так званий «ренуарівський» і потім «вульгарний стиль» не привели до плідних результатів, і художник повернувся до колишнього методу. Під час наступу німецьких військ у Другу світову війну він переїхав з Бельгії на південь Франції, згодом повернувся в Брюссель. Через скрутне повоєнне становище виготовляв разом із братом фальшиві картини та банкноти. З 1945 року знову підтримував тісні політичні зв'язки з Комуністичною партією, був агностиком. У 1946 році разом з іншими бельгійськими сюрреалістами опублікував маніфест за оптимізм у сюрреалізмі. Рене захоплювався філософією, володів книгами з коментарями до Платона, Жана-Франсуа Ліотара, Генрі Дюмері, Гегеля, Канта, Луї Лавеля, Паскаля, Гайдеггера.
На 1950-і роки припадає період фото- та кінотворчості Магрітта. Він придбав багато дорогого фотообладнання, разом з друзями створював короткометражні фільми за мотивами своїх картин. Він виконував великі розписи стін, при цьому користуючись фотообладнанням для проєктування ескізів на поверхні. Успіх дозволив йому переселитися до більшого будинку в Брюсселі. В 1956 виграв приз Гуґґенгайма. З 1953 року він часто виставлявся в галереях Александра Іоласа в Нью-Йорку, Парижі та Женеві. Ретроспективні виставки творів Магрітта відбулися в 1954 році в Палаці витончених мистецтв у Брюсселі, в 1960 році в Музеї сучасного мистецтва в Далласі та Музеї образотворчих мистецтв у Г'юстоні.
Приблизно в 1963 році в Рене діагностували рак підшлункової залози. Попри погіршення здоров'я, відвідав з дружиною в 1965 році Італію, а потім США, щоб побачити свою виставку в Музеї сучасного мистецтва в Нью-Йорку. В 1967 році здійснив коротку поїздку до Італії, щоб підписати ескізи своїх скульптур. Рене та Жоржетта не мали дітей. Тримали собак, кішок і голубів.
Після нетривалого лікування помер 15 серпня 1967 в Брюсселі від раку підшлункової залози. Похований на Схарбекському цвинтарі.

## Творчість
Живописна манера Рене Магрітта навмисно безособова, суха, при цьому таємнича. Його твори часто відображають повсякденні об’єкти в незвичайній обстановці, правдоподібно поєднують їх у незвичайних композиціях для зображення немислимої, неможливої реальності. Зображення ясні та прості, але водночас викликають тривогу. Деякі з його найвідоміших картин використовують і зображення, і написи. Магрітт знаходив натхнення у звичайних повсякденних речах, демонструючи, що таємниця криється в усьому навколо. Багато об'єктів повторюються на різних картинах Магрітта або як центр фокусу, або як тонка деталь фону. Ідентичність та її неоднозначність — це теми, що часто повторюються в картинах Магрітта, проявляючись зокрема як образ чоловіка в капелюсі-казанку. Митець також часто звертався до теми зв'язку справжнього та штучного.
Найперші картини Рене Магрітта датуються 1915 роком і були імпресіоністичними. Після навчання в Академії мистецтв у Брюсселі на нього вплинули футуризм і кубізм. До 1924 року Магрітт малював переважно оголених жінок. Свою першу сюрреалістичну картину «Загублений жокей» він намалював у 1926 році. За нею послідувала «Вбивця в небезпеці» (1926), натхненна фільмами про невловимого злочинця Фантомаса. Її композиція нагадує кадр із фільму, де рух застиг, лишаючи сюжет присутнім, але незрозумілим для глядачів. Таку композицію Магрітт використовував у багатьох своїх наступних картинах. Унікальна творча манера Магрітта оформилася після розриву з французькими сюрреалістами в 1930 році. Значний вплив на нього справила філософія Платона, зокрема алегорія печери.
У його живописі виділяється два особливих періоди. Перший період, названий «періодом Ренуара», тривав у 1943—1944 роках, коли Магрітт писав у барвистому стилі як відповідь на німецьку окупацію Бельгії. Другий період називається «періодом Ваше» та характеризується провокативністю, грубістю малюнка. Припав на 1946—1948 роки. В 1949 році художник повернувся до стилю та тем свого довоєнного сюрреалізму. Малював олійними фарбами та гуашшю.
Магрітт виконував підробки картин Макса Ернста, Пауля Клеє, Жоржа Брака та Пікассо. Більшість підробок були швидко викриті. Оригінальні картини Магрітта надзвичайно успішні на ринку. У 2012 році його картина «Гігантські дні» на аукціоні «Крістіз» була продана за $11,3 млн.
У віці 62 років, у свої найзріліші роки як художника, Рене Магрітт почав займатися гравюрою. Всі його оригінальні літографії були створені протягом останніх 8 років творчої кар'єри. Його літографії мають багато тих самих образів і тем, що й сюрреалістичні картини. Дві найвідоміші картини Магрітта, «Син Людський» і «Коханці» були скопійовані як літографії.
Його дилер Александр Лолас запропонував Магрітту створити групу скульптур на основі картин. У 1967 році Маґрітт створив 8 бронзових скульптур, які були відлиті в ливарному цеху у Вероні, Італія. Для кожної скульптури він ретельно створював ескізи, які лягли в основу попередніх воскових зліпків. Скульптури названі на честь картин, які надихнули їх сюжети: «Джоконда», «Омани величі», «Цілитель», «Мадам Рекам'є», «Праці Александра», «Природні благодаті», «Криниця істини» та «Біла раса». Ці скульптури були відлиті з бронзи вже після смерті митця та вперше виставлені в Брюсселі в галереї Ізі Брашо в 1968 році.

## Вплив
Значного впливу творчості Магрітта зазнали Енді Воргол, Ед Руш, Двейн Міхалс, Джаспер Джонс, Мартін Кіппенбергер, Сторм Торґерсон і Ян Вердудт. Магрітт мав великий вплив на попарт.

## Вшанування пам'яті

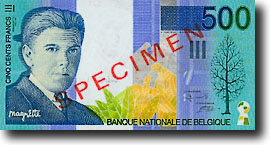
Банкнота з портретом Рене Магрітта номіналом 500 бельгійських франків

Музей Магрітта відкрито в Брюсселі 30 травня 2009 року. Музей містить 200 оригінальних картин, скульптур і малюнків Рене Магрітта, це найбільша колекція його робіт у світі, переважно отриманих від Жоржетти Магрітт і головного колекціонера його творів Ірен Хамуар Скутенер. Колекція також включає його короткометражний сюрреалістичний фільм 1956 року та фотографії, виконані починаючи з 1920 року.
Колишній дім Магрітта в Брюсселі, де він жив з 1930 по 1954 рік, також перетворено на музей. 24 вересня 2009 року з нього було викрадено картину «Олімпія» вартістю орієнтовно $1,1 млн. Картину повернули до музею в січні 2012 року. Злодії не змогли продати її через її відомість.

## Галерея

Віроломство образів (1928–1929)
Умови людського існування (1935)
Син Людський (1964)
Перспектива мадам Рекам'є (1951)